# Schloss Eichholz

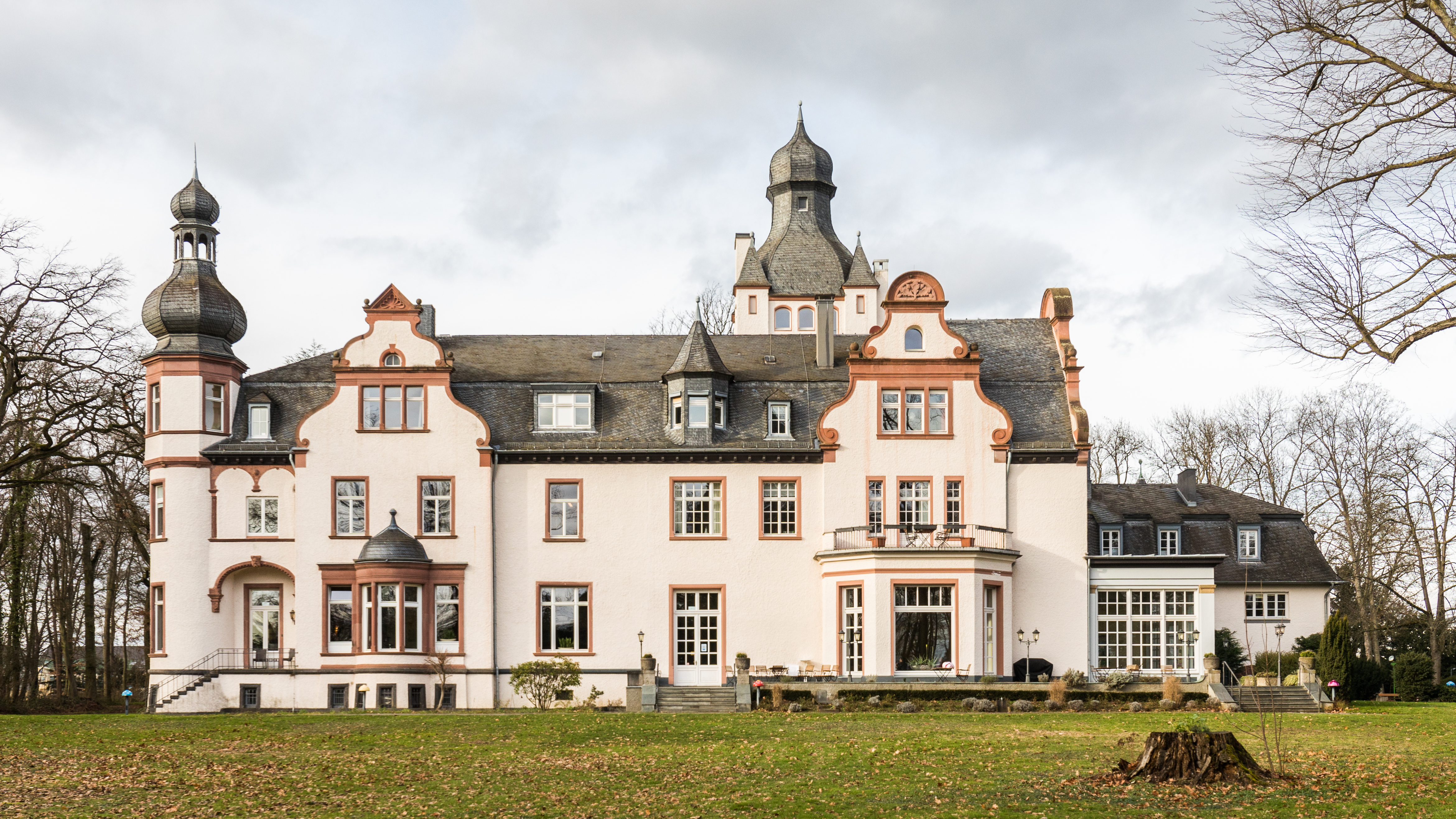
Schloss Eichholz, 2021

Schloss Eichholz ist die übliche Bezeichnung eines Landsitzes nahe Wesseling, Nordrhein-Westfalen, der im 19. Jahrhundert in mehreren Schritten auf der Grundlage älterer Höfe erbaut wurde. Die Konrad-Adenauer-Stiftung betrieb darin von 1956 bis 2014 eine Bildungsakademie. Seit 2016 beherbergt das Schloss eine Traumaklinik.

## Geschichte

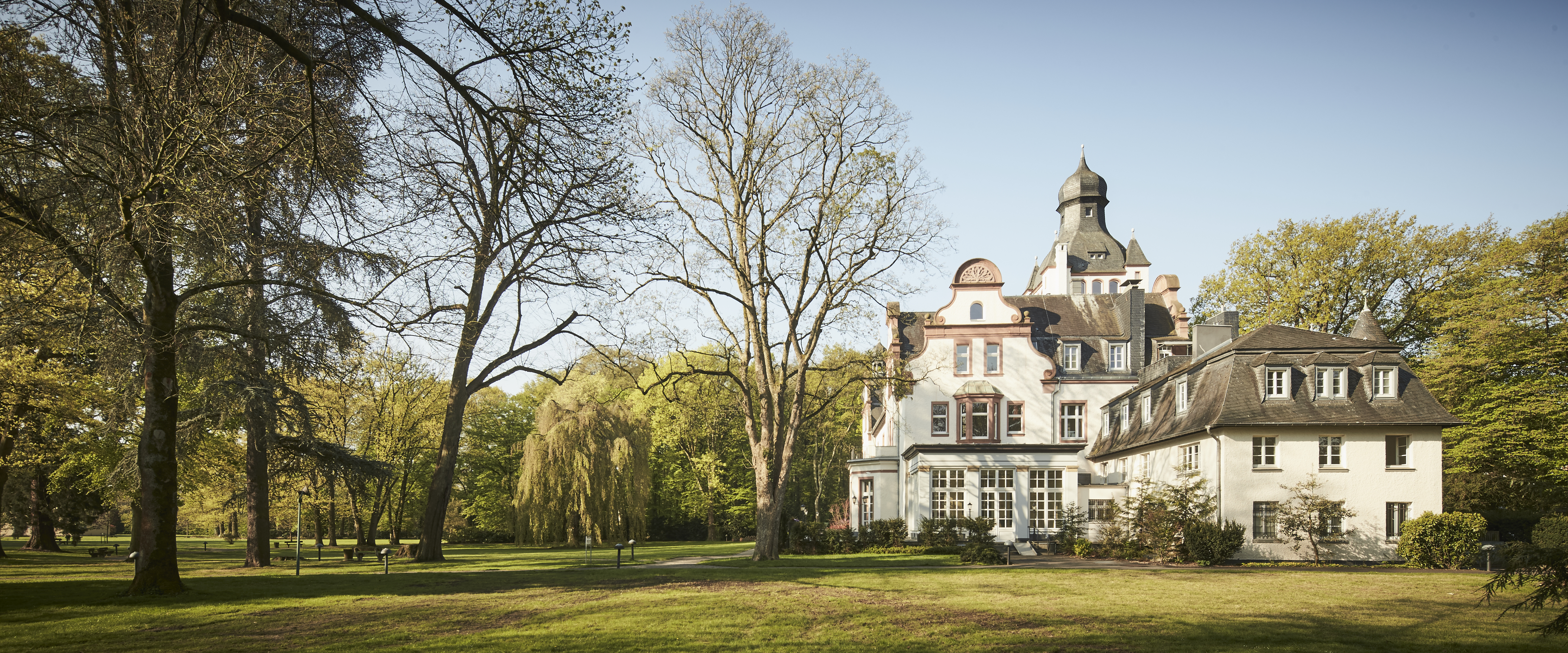
Schloss Eichholz von der Parkseite

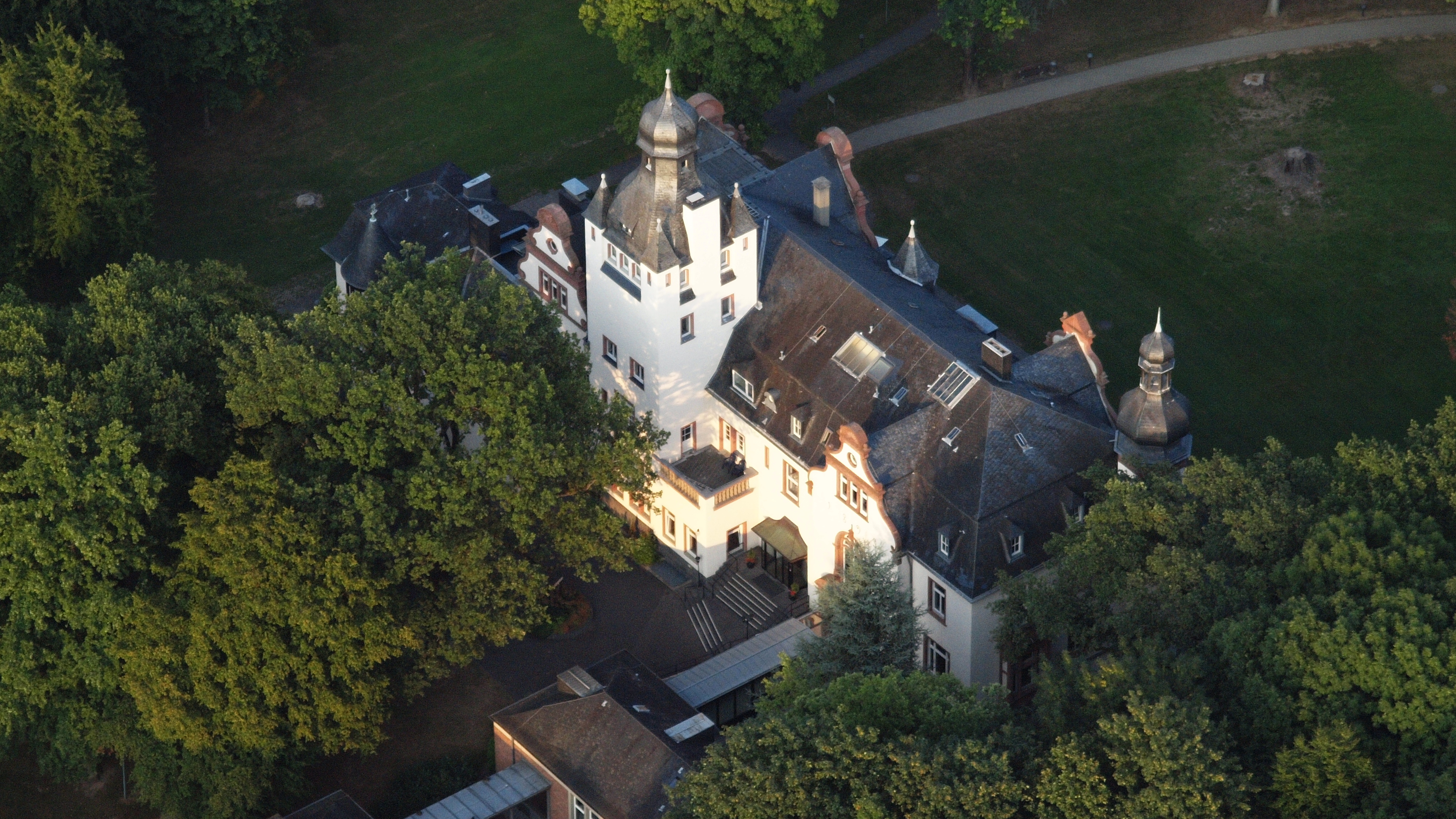
Luftaufnahme von Schloss Eichholz

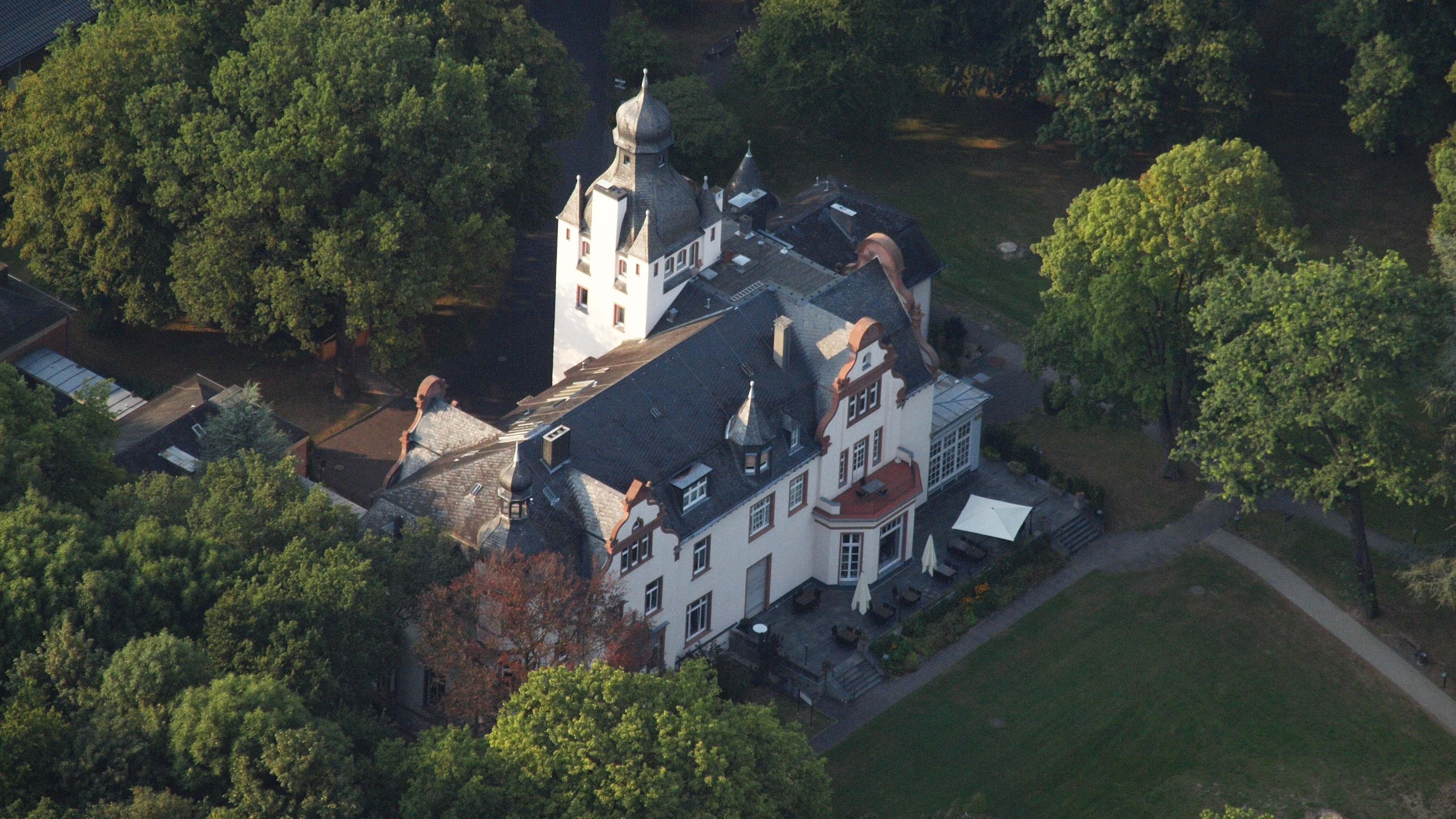
Luftaufnahme von Schloss Eichholz, Süd-Ost-Ansicht

In der Nähe von Urfeld (Stadtteil von Wesseling), d. h. auf dem jetzigen Gebiet des „Schlosses“ Eichholz, besaß ein Benediktinerinnenkloster Ländereien und ließ dort vor allem Holzwirtschaft betreiben. In der weiteren Besitzfolge ließ das Bonner Kloster Dietkirchen dann einen Teil dieses Waldes, der vor allem aus Eichen bestand (daher wohl auch der Name Eichholz) abholzen und einen Hof errichten. 1320 wurde dies erstmals erwähnt („Eycholtz“). Der Hof wurde in der Folge weiter ausgebaut und vergrößert; er verblieb weiterhin im Besitz der Äbtissinnen von Dietkirchen.
Ab 1464 änderten die Äbtissinnen die Bewirtschaftung des Hofes und verpachteten ihn an sogenannte „Halbmänner“. Im Dreißigjährigen Krieg wurde der Hof dann schwer in Mitleidenschaft gezogen und teilweise zerstört.
Ab 1794 stand der Hof unter französischer Verwaltung und wurde ab diesem Zeitpunkt auch Michelshof genannt. 1807 wurde er für 18.700 Francs an den Makler Boismard versteigert. Die weitere Eigentümerentwicklung ist bis 1821 unbekannt, bis Michael Bütz ihn erwarb. 1822 brannte der Hof größtenteils nieder.
J. G. Freiherr von Carnap, der neue Eigentümer des Hofes, errichtete ihn, mit einer deutlichen Vergrößerung der Grundfläche, neu. Er erbaute unter anderem ein Landhaus, das bis heute Bestandteil des „Schlosses“ ist.
1854 erfolgte der Verkauf an die Geheimrätin H. Naße, 1865 an Paula Gräfin von Fürstenberg und 1888 an Carl Joest. Dieser erweiterte den Hof um Ländereien und baute ihn zu einem repräsentativen Gut aus. Seitdem wird im Volksmund das Gut Eichholz auch „Schloss Eichholz“ genannt. 1955 hat der Vorläufer der Konrad-Adenauer-Stiftung, die „Gesellschaft für christlich-demokratische Bildungsarbeit“ das Gut erworben.
Die Konrad-Adenauer-Stiftung verkaufte das Schloss 2014, der Bildungsbetrieb endete im Dezember desselben Jahres. 2016 wurde dort eine Traumaklinik eröffnet.

## Villa Rustica bei Schloss Eichholz
1986 wurden im Gewerbegebiet Wesseling-Eichholz Fundamente einer römischen Villa freigelegt. Dabei wurden auch Reste eines Gräberfeldes und einer Wasserleitung sowie Haushaltsgegenstände gefunden.